# Le Potager à l'âne
Le Potager à l'âne est un tableau réalisé par le peintre espagnol Joan Miró en 1918. Cette huile sur toile est un paysage représentant un potager où se tient un âne. Elle est conservée au Moderna Museet, à Stockholm.

## Expositions
- Miró : La couleur de mes rêves, Grand Palais, Paris, 2018-2019 — n°5.